# Torilis leptocarpa
Torilis leptocarpa är en växtart i släktet rödkörvlar och familjen flockblommiga växter. Den beskrevs av Ferdinand von Hochstetter och fick sitt nu gällande namn av Clifford Charles Townsend.

## Utbredning
Arten förekommer i västra Asien, från östra Turkiet till norra Iran.